# Trichothurgus dubius
Trichothurgus dubius är en biart som först beskrevs av Frédéric Jules Sichel 1867.  Trichothurgus dubius ingår i släktet Trichothurgus och familjen buksamlarbin. Inga underarter finns listade i Catalogue of Life.